# Kleinsporiger Kiefern-Röhrling
Der Kleinsporige Kiefern-Röhrling oder Weißbraune Schmierröhrling (Suillus bellinii, syn. Boletus bellinii, Ixocomus bellinii und Rostkovites bellinii) ist ein essbarer Pilz aus der Familie der Schmierröhrlingsverwandten.

## Merkmale

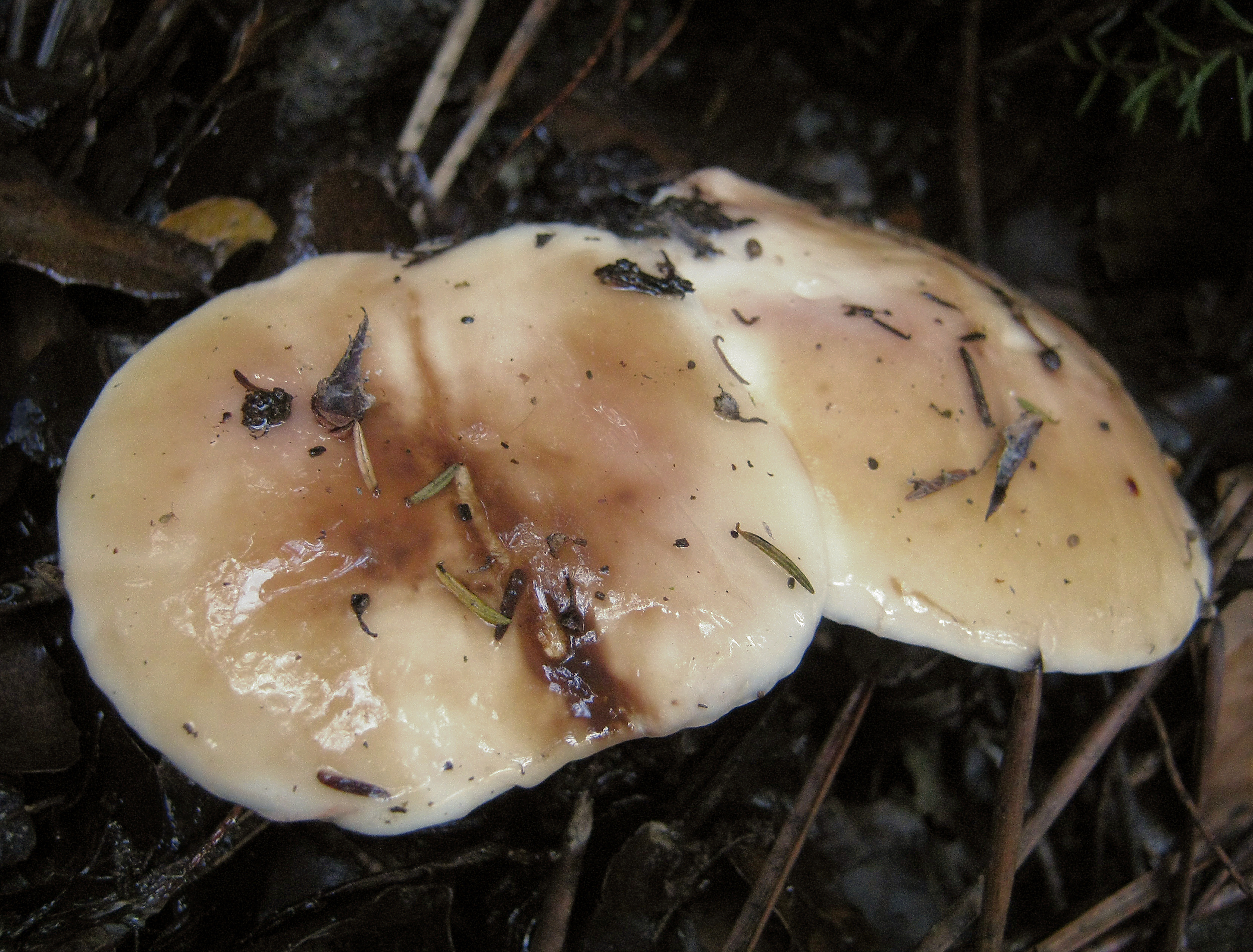
Blick auf die braun-weißen, schleimigen Hutoberseiten zweier Fruchtkörper

### Makroskopische Merkmale
Der Hut des Kleinsporigen Kiefern-Röhrlings ist etwa 6–14 cm breit, recht unregelmäßig, bei jungen Pilzen gewölbt und später abgeflacht. Er ist weißlich-gelb bis nuss- und olivbraun gefärbt. Die Oberfläche ist mit einer für Schmierröhrlinge typischen, im trockenen Zustand klebrigen Haut überzogen, die bei feuchter Witterung einen schleimigen Film ausbildet. Die Röhren sind weißlich bis gelb. Die langen und eckigen Poren des Pilzes sind anfangs creme-gelb, später gelb-grün-oliv-braun gefärbt. Der Stiel ist 3–6 cm lang, 2–3 cm breit und im Verhältnis zum Hut sehr kurz. Er ist weißlich oder strohfarben und violett-rot gekörnt. Das harte Fleisch hat einen fruchtigen Geruch und einen süßen Geschmack.

### Mikroskopische Merkmale
Die elliptischen bis spindeligen, apikulaten und glattwandigen Sporen sind gelb-ocker gefärbt, 7,5–9,5 Mikrometer lang und 3,5–3,8 μm breit.

## Artabgrenzung
- Körnchen-Röhrling (Suillus granulatus): Er unterscheidet sich durch einen orangefarbenen Hut.
- Mediterraner Röhrling (Suillus mediterraneensis): Der Stiel ist bräunlich-weiß gekörnt. Das Fleisch ist gelb.
- Ringloser Butterpilz (Suillus collinitus): Der Hut ist gelber und das Myzel ist rosa gefärbt.

## Ökologie
Der Kleinsporige Kiefern-Röhrling bildet Mykorrhiza mit Kiefern (Pinie, Aleppo-Kiefer, See-Kiefer) und ist neben dem Ringlosen Butterpilz und dem Mediterranen Röhrling einer der typischen Schmierröhrlinge im Mittelmeergebiet. In der Schweiz kommt die Art auch unter fünfnadeligen Kiefern (Arve, Strobe) vor.

## Namensherkunft
Das Epitheton ist nach dem italienischen Komponisten Vincenzo Bellini (1801–1835) benannt.

## Bedeutung
Der Kleinsporige Kiefern-Röhrling ist essbar. Allerdings bezeichnet ihn Winkler (2008) als nicht essbar.